# Redjuice
redjuice（レッドジュース、1976年5月16日 - ）は、日本の男性イラストレーター。高知県土佐清水市出身。東京都三鷹市在住。supercellのメンバーの一人。本名をローマ字にしたYAMASAKI Tomoyuki名義や、しる名義でも活動している。

## 来歴・人物
元々会社員をしていたが、現社長と2人で脱サラして会社を設立し、デザイナーとしてウェブ制作（ウェブデザイン）の仕事を行っていた。
2001年頃よりお絵かき掲示板に絵を描き始める。
2007年、32歳の時にイラストレーターとしてデビューした。
その後、三輪士郎の推薦でsupercellに加入。
現在もウェブデザイン会社に在籍している。
かつて趣味で絵を描いていた時は、イラストレーターに憧れていたと同時に、お金にはならないとは思っており、現在のイラストレーターの仕事より、ウェブデザインの仕事をしていた時の方が、年収が上だったと述べている。
足を組んだ姿勢でラーメンを食し足がしびれることもしばしば。

## 作品リスト

### イラスト
- GAINGAUGE『DIZZY in ass-ault empire』（自主制作） - ジャケットイラスト
- supercell『ワールドイズマイン』 - イメージイラスト
- livetune『Re:package』（ビクターエンタテインメント） - ジャケットイラスト
- livetune『Re:MIKUS』（ビクターエンタテインメント） - ジャケットイラスト
- REDALiCE『CRIMSON HARDCORE』（自主制作） - ジャケットイラスト
- 京極夏彦『ルー=ガルー 忌避すべき狼』（講談社ノベルス） - 表紙絵
- supercell『さよならメモリーズ』（ソニー・ミュージックエンタテインメント） - ジャケットイラスト
- 『EXIT TUNES PRESENTS Supernova2』（EXIT TUNES） - ジャケットイラスト
- 越前魔太郎『魔界探偵 冥王星O』シリーズ（講談社ノベルス） - 表紙絵
- アリス☆クララ（ソニー・ミュージックエンタテインメント） - キャラクターデザイン、イメージイラスト
- 『EXIT TUNES PRESENTS Vocaloanthems』（EXIT TUNES） - ジャケットイラスト
- うえお久光『ヴィークルエンド』（電撃文庫） - 表紙絵
- supercell『Today Is A Beautiful Day』初回限定版（ソニー・ミュージックエンタテインメント） - ジャケットイラスト
- 長谷敏司『BEATLESS』（月刊ニュータイプ） - イラスト
- 京極夏彦『ルー＝ガルー2 インクブス×スクブス 相容れぬ夢魔』（講談社ノベルス） - 表紙絵
- グッドスマイルレーシング『レーシングミク』2010年版 - イラスト
- supercell『My Dearest』（ソニー・ミュージックエンタテインメント） - ジャケットイラスト
- EGOIST「Departures 〜あなたにおくるアイの歌〜」（アニプレックス） - ジャケットイラスト
- ゆうきりん『ギルティクラウン レクイエム・スコア』（トクマ・ノベルズ） - 表紙絵
- EGOIST「The Everlasting Guilty Crown」（アニプレックス） - ジャケットイラスト
- supercell『告白×僕らのあしあと』初回限定版A（ソニー・ミュージックエンタテインメント） - ジャケットイラスト
- 砂阿久雁『ギルティクラウン プリンセス・オブ・デッドプール』（Nitroplus Books） - 表紙絵
- 周木律『堂シリーズ』（講談社ノベルス） - 表紙絵
- 伊藤計劃『虐殺器官』（ハヤカワ文庫） - 表紙絵
- 伊藤計劃『ハーモニー』（ハヤカワ文庫） - 表紙絵
- ツカサ『天球駆けるスプートニク 未到の空往く運送屋、ネジの外れた銀髪衛精』（NOVEL 0） - 表紙絵
- Sizuk 配信シングル『Para Bellum』（Sizuk）- ジャケットイラスト[5]

### 漫画
- 廟 -BYOU-（『季刊GELATIN 2009なつ』掲載）

### ゲーム
- 初音ミク -Project DIVA-（セガ） - 一部イラスト、一部コスチュームデザイン
- 初音ミク -Project DIVA- 2nd（セガ） - 一部イラスト、一部コスチュームデザイン
- LORD of VERMILION（スクウェア・エニックス） - 一部カードイラスト
- 花咲くまにまに（5pb.） - キャラクターデザイン
- ドールズフロントライン（サンボーン） - 一部キャラクターデザイン（M82A1）
- Fate/Grand Order（TYPE-MOON、Lasengle） - 一部キャラクターデザイン（エウロペ、オデュッセウス）
- アークナイツ（Hypergryph） - 一部キャラクターデザイン（メラナイト）
- 魔法使いと黒猫のウィズ (コロプラ)- 一部カードイラスト (朱羅シュリ、篁キリヤ)

### アニメ
- ギルティクラウン（Production I.G） - キャラクター原案、第21話エンドカードイラスト
- 僕は友達が少ない（AIC Build） - 第6話エンドカードイラスト
- ビビッドレッド・オペレーション（A-1 Pictures） - コンセプトデザイン
- 進撃の巨人（WIT STUDIO） - 第19話エンドカードイラスト
- ブラッドラッド（ブレインズ・ベース） - 第7話エンドカードイラスト
- 機動戦士ガンダム 水星の魔女（サンライズ） - 第18話エンドカードイラスト
- AYAKA -あやか-（スタジオブラン） - キャラクター原案[6]

### 劇場アニメ
- 屍者の帝国（WIT STUDIO） - キャラクターデザイン原案
- ハーモニー<harmony/>（STUDIO 4℃） - キャラクターデザイン原案
- 虐殺器官（マングローブ、ジェノスタジオ） - キャラクターデザイン原案